# Moșneanca, Bârzula
Moșneanca de asemenea Moșneagi (în ucraineană Мошняги, transliterat: Moșneahî) este un sat în comuna Balta din raionul Bârzula, regiunea Odesa, Ucraina.

## Demografie
Componența lingvistică a localității Moșneanca
     Ucraineană (94,82%)
     Rusă (5,18%)
Conform recensământului din 2001, majoritatea populației localității Moșneanca era vorbitoare de ucraineană (94,82%), existând în minoritate și vorbitori de rusă (5,18%).

## Personalități
- Gheorghe Stepanov (1920-2016) - om de stat și ministru sovietic moldovean